# Association étudiante de l'Université McGill
 (novembre 2014).
L'Association étudiante de l'Université McGill  (AÉUM) (anciennement l'Association des étudiants de l'Université McGill ) est l'association représentative accréditée des étudiants de premier cycle du campus central de l'Université McGill, à Montréal. Même si le nom et l'association elle-même sont officiellement bilingues, même en milieux francophones, elle est mieux connue par son nom et sigle anglais : Students' Society of McGill University (SSMU).
Elle a été fondée en 1908 par le Club de débat de McGill (McGill Debating Union) pour remplacer l'Association Alma Mater (Alma Mater Society). Les étudiantes, admises dès 1884, n'étaient pas membres de l'AÉUM avant 1931. Elles étaient plutôt membres de l'Association des femmes (The Women's Union).
En 2009, l'AÉUM a quitté la FEUQ pour fonder, conjointement avec la Confédération des Associations d'Étudiantes et Étudiants de l'Université Laval (CADEUL) et le Regroupement des étudiants en maîtrise et doctorat de l'Université de Sherbrooke (REMDUS), la Table de concertation étudiante du Québec.

## Services
L'Association offre les services suivants:
- Réseau des étudiants noirs
- McGill Walksafe, accompagnement des étudiants qui marchent seuls la nuit
- McGill Drivesafe, raccompagnement à domicile lors d'événements sur le campus
- Premiers soins de McGill
- McGill Nightline, ligne téléphonique de renseignements et de soutien
- Élections McGill, qui supervise les élections et référendums de l'Association
- Association Savoy, troupe qui monte les opérettes de Gilbert et Sullivan
- TV McGill
- Midnight Kitchen, service alimentaire qui offre des repas gratuits
- Queer McGill, services à la communauté LGBT
- Vélos – The Flat, promotion du déplacement à vélo
- Plate Club, prêt de vaisselle
- Campus Bio, distribution de fruits et légumes bio
- Sexual Assault Centre of McGill Students’ Society / Le centre pour les victimes de harcèlement sexuel de l’Université McGill (SACOMSS)
- Le théâtre Players’, théâtre étudiant en langue anglaise
- Association des étudiants continuant leurs études (MRSA)
- Programme de bénévoles
- Union for Gender Empowerment (UGE)